# 悲しみのためじゃない
『悲しみのためじゃない』（かなしみのためじゃない）は、1996年7月20日に日本コロムビアから発売された中西保志の11枚目のシングル。

## 収録曲
1. 悲しみのためじゃない
作詞：夏目純　作曲・編曲：岩代太郎
  - 東海テレビ・フジテレビ系『真夏の薔薇』主題歌[2][3]
2. CHEERS
  - 作詞・作曲：中西保志　編曲：富田素弘
3. 悲しみのためじゃない（オリジナル・カラオケ）